# Karlheinz Schmid
Karlheinz Schmid (* 24. Oktober 1953 in Hanau) ist ein deutscher Journalist. Er fungiert als Herausgeber und Chefredakteur der „Kunstzeitung“ und des Branchenbriefs „Informationsdienst Kunst“ sowie als Mitherausgeber der jährlich publizierten Zeitschrift „Kunstjahr“, die in seinem Verlag Lindinger + Schmid in Berlin, erscheinen.

## Ausbildung
1974 bis 1979 studierte er Malerei und Kunsttheorie bei Raimer Jochims an der Staatlichen Hochschule für Bildende Künste – Städelschule in Frankfurt am Main.

## Laufbahn
1979 bis 1982 war er Redakteur des Hanauer Anzeigers, 1982 bis 1986 des Hamburger Kunstmagazins „Art“. In den Jahren 1986 bis 1991 war er Autor für das Frankfurter Allgemeine Magazin, den Hessischen Rundfunk, Kunstforum, den Spiegel, Stern, ZDF, Die Zeit. Schmid arbeitete als Kurator, Moderator und Seminarleiter. 1991 war er einer der Gründer des Verlages Lindinger + Schmid und ist seit 1991 Herausgeber des „Informationsdienst Kunst“, seit 1996 auch Chefredakteur und Herausgeber der Kunstzeitung.

## Lehrtätigkeiten
1988 bis 1994 war er Dozent im Fachbereich Kulturwissenschaften der Universität Lüneburg. 1998/1999 hatte er eine Gastprofessur für Kunsttheorie an der Akademie der Bildenden Künste in Nürnberg inne.

## Werke
- Vom Produkt zum Prozeß. Kunstbetrieb im Umbruch. (= Statement-Reihe, Band 30). Lindinger + Schmid, Regensburg 1999, ISBN 978-3-929970-41-8.
- Kunst-Geschichten. Von heute für morgen. Prestel, München 1992, ISBN 3-7913-1201-4.
- Hals- und Ohrabschneider. Unterwegs im Kunstbetrieb. Lindinger + Schmid, Regensburg 2012, ISBN 978-3-929970-75-3.
- Erfolgreich Sammeln. (= Ratgeber Kunst Bd. 1). Lindinger + Schmid, Regensburg 2007, ISBN 978-3-929970-68-5.
- Traum-Karriere Künstler. (= Ratgeber Kunst Bd. 2). Lindinger + Schmid, Regensburg 2007, ISBN 978-3-929970-69-2.
- Unternehmen Galerie. (= Ratgeber Kunst Bd. 3). Lindinger + Schmid, Regensburg 2007, ISBN 978-3-929970-71-5.